# Zajączkówko
Zajączkówko (deutsch Neu Sanskow) ist ein Dorf in der polnischen Woiwodschaft Westpommern. Es gehört zur Landgemeinde (gmina wiejska) Połczyn-Zdrój (Bad Polzin) und liegt im Powiat Świdwiński.

## Geographische Lage
Zajączkówko liegt sechs Kilometer südwestlich von Połczyn-Zdrój (Bad Polzin) an einer Nebenstraße. Bahnstation ist Zajączkowo an der Strecke Połczyn-Zdrój – Złocieniec (Falkenburg).

## Geschichte
Zajączkówko war einst ein Lehen der Familie Zozenow, das später auf die Familien von Glasenapp und von Krockow übertragen wurde. Einige Ländereien gehörten den Familien von Manteuffel.
Im Jahre 1867 wurden 136 Einwohner in 17 verstreut liegenden Wohnhäusern gezählt. Das Vorwerk Groß Vorbruch (heute polnisch: Rzęsna) war zu dieser Zeit bereits mit Neue Sanskow zu einem Gutsbezirk vereinigt, während Klein Vorbruch selbständig blieb.
1939 lebten 185 Einwohner in 43 Haushaltungen in Neu Sanskow, das bis 1945 zum Landkreis Belgard (Persante) gehörte. Amtsbezirk war Bramstädt (Toporzyk), bis 1945 verwaltete Georg Klix das Amt. Das zuständige Standesamt war in Alt Sanskow (Zajączkowo) und wurde zuletzt von Friedrich Bock und Georg Witte geführt. Das zuständige Amtsgericht war Bad Polzin (Połczyn-Zdrój), während das Polizeirevier in Brunow (Bronowo) ansässig war.
Anfang März 1945 drang die Rote Armee in Neu Sanskow ein. Das Dorf kam zu Polen, und die einheimische Bevölkerung wurde vertrieben. Heute ist Zajączkówko ein Ortsteil der Landgemeinde Połczyn-Zdrój und liegt im Powiat Świdwiński.

## Kirche
Neu Sanskow gehörte bis 1945 zur Kirchengemeinde Zuchen (heute polnisch: Sucha-Borkowo). Diese bildete zusammen mit der Kirchengemeinde Ziezeneff (Cieszeniewo), Alt Schlage (Sława) und Redel (Redło) das Kirchspiel Ziezeneff im Kirchenkreis Schivelbein der Kirchenprovinz Pommern in der Evangelischen Kirche der Altpreußischen Union. Letzter deutscher Pfarrer war Paul Blank.
Heute ist Zajączkówko ein Teil der Kirchengemeinde Koszalin (Köslin) in der Diözese Pommern-Großpolen der polnischen Evangelisch-Augsburgischen Kirche.

## Schule
Neu Sanskow hatte eine eigene Schule, in der auch die Kinder aus Vorbruch unterrichtet wurden. Letzter deutscher Schulleiter war Walter Treichel.